# John Nordin (ingenjör)
Ej att förväxla med juristen John Nordin (chef för Arbetsrådet).
John August Nordin, född 9 maj 1887 i Tåsjö församling i Jämtlands län, död 29 juni 1983 i Vallentuna, var en svensk ingenjör, verksam i Finspång och Motala.
John Nordin gifte sig 17 juli 1917 i Risinge med Alma Kristina Wiberg (död 27 maj 1977). De hade inga barn.
Nordin studerade vid tekniska elementarskolan i Härnösand och tog examen 1907. Han var 1907-1909 biträdande ingenjör vid yrkesinspektionen, 1909-1910 installationsingenjör vid Bodéns elektriska AB i Härnösand, 1910-1913 ritare och konstruktör vid AB Ljungströms ångturbin, 1913-1915 konstruktör vid Svenska Turbinfabriks AB Ljungström (STAL) i Finspång, där han 1915-1916 var överingenjörsassistent, 1916-1917 direktörsassistent och 1917-1944 verkstadschef. I ett föredrag 1942 berättade han hur Stals "nuvarande planeringsorganisation" infördes omkring tio år tidigare. 1946-1957 var han överingenjör och teknisk direktör vid AB Motala verkstad och fortsatte 1958-1962 som konsult åt detta företag.
Nordin intresserade sig för taylorism och industriell organisation, gjorde studieresor, höll föredrag och skrev artiklar i Teknisk Tidskrift. Han var även sändaramatör med anropssignalen SMYT (1926) och sammanställde en Svensk-interlingua ordbok (1965). Från 1915 var han ledamot av Svenska Teknologföreningen.
Nordin hade också flera offentliga uppdrag på hemorten. Han satt 1920-1926 och från 1932-1944 i Finspångs kommunfullmäktige, var 1927-1944 ledamot av kommunalnämnden, var 1917-1920 ledamot och 1920-1930 ordförande i styrelsen för Finspångs högre folkskola, från 1931 ordförande i styrelsen för Finspångs kommunala mellanskola, från 1917 ledamot, 1918-1924 vice ordförande och från 1925 ordförande i styrelsen för Finspångs föreläsningsförening. Från 1927 var han ledamot av styrelsen för Östergötlands enskilda banks kontor i Finspång. Från 1933 var han ledamot av styrelsen för AB Borggårds bruk. Från 1935 var han ledamot av styrelsen för STAL. Från 1932 var han statens revisor för arbetslöshetsverksamhet i Risinge.
Den 4 mars 1933 beslöt Finspångs kommunfullmäktige att inrätta Finspångs Skolor för Yrkesundervisning. John Nordin utsågs till rektor för verkstadsskolan. Yrkesskolan var 1933-1958 inhyst i Ekmanska skolan, vars lokaler 1970 såldes till STAL-LAVAL. Yrkesskolan flyttade 1958 till småindustriområdet. Yrkesutbildning bedrivs idag i Finspång vid Bergska skolan och sedan 1996 även vid Curt Nicolin Gymnasiet.
Hans namn finns med på en lista över aktieägare i Dagsposten under åren för andra världskriget.
Bland födelsedagsbilderna i Svenska Dagbladet förekommer han 8 maj 1937 inför 50-årsdagen, med titeln verkstadschef, Finspång, och 8 maj 1962 inför 75-årsdagen, som "förre överingenjören", bosatt i Bromma.